# Adolf Seubert (Offizier)

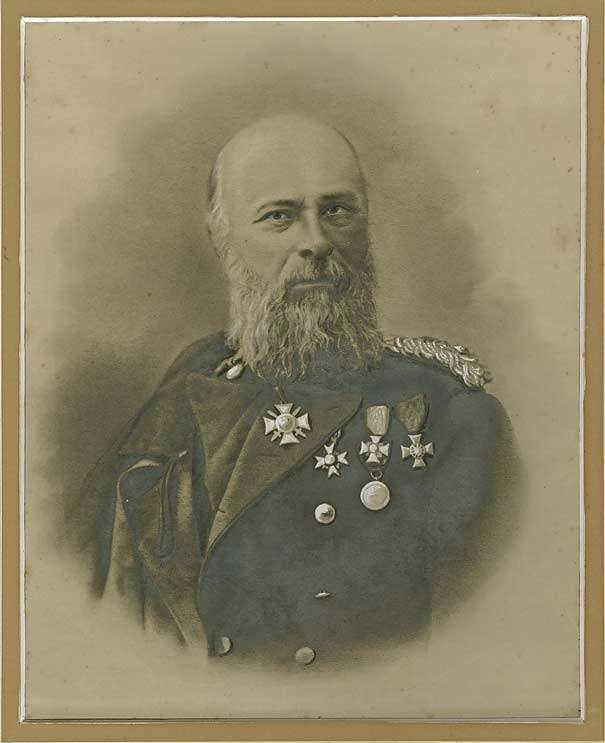
Oberst Adolf von Seubert, Kommandeur 1870–1872

Adolf Friedrich Seubert, seit 1866 von Seubert, (* 9. Juni 1819 in Stuttgart; † 4. Februar 1880 in Cannstatt) war ein württembergischer Offizier, Schriftsteller und Übersetzer.

## Leben
Adolf Seubert war der Sohn eines Revisors bei der Kreisregierung in Ludwigsburg. Ab 1835 besuchte er die Kriegsschule Ludwigsburg. Seine militärische Laufbahn begann er als Unterleutnant im 3. Infanterieregiment. 1848 war er an der Niederschlagung der Aufstände in Baden beteiligt, war 1864 bis 1867 als Hauptmann Adjutant des Kriegsministers im Königreich Württemberg, Referent im Kriegsministerium und im Krieg 1866 auf der Seite des Deutschen Bundes Chef des Inneren Dienstes einer Felddivision. Im gleichen Jahr wurde Seubert durch die Verleihung des Ritterkreuzes des Ordens der Württembergischen Krone in den persönlichen Adelsstand erhoben.
Er wurde am 20. Juli 1870 zum Kommandanten des 6. Infanterieregiments unter Beförderung zum Oberst ernannt. Im Krieg gegen Frankreich führte er 1870/71 ein Detachement, dass den Schwarzwald zu decken und ein französisches Korps zu binden hatte (Täuschung beim Käferholz). Später wurde Seubert bei der Belagerung von Paris eingesetzt und quittierte 1873 den Militärdienst. Fortan widmete er sich ausschließlich der schriftstellerischen Arbeit. So arbeitete er an dem unten genannten Lexikon Die Künstler aller Zeiten und Völker mit. Insbesondere fertigte er aber zahlreiche Übersetzungen für Reclams Universal-Bibliothek.
Die letzte Ruhe fand Adolf von Seubert auf dem Cannstatter Uff-Kirchhof. Nach ihm ist die Seubertstraße in Stuttgart-Bad Cannstatt benannt. Seine Stieftochter war die Schriftstellerin und Übersetzerin Anna Tuhten.

## Veröffentlichungen (Auswahl)
- Zwei Trauerspiele: Stolz und Liebe. Eine Schauspielerin. Stuttgart 1845.
- Das Königreich Würtemberg. Eine statistische Skizze. Separat-Abdruck aus O. Hübner's Jahrbuch für Volkswirthschaft und Statistik. III. Jahrgg Hübner, Leipzig 1855.
- Die Sterne Schwabens. Eine Festgabe für Jung und Alt in Schwaben. E. Schweizerbart’sche Verlagsbuchhandlung, Stuttgart 1856 (Digitalisat).
- Die Taktik in Beispielen mit besonderer Berücksichtigung der Ortsgefechte und angelehnt an ›Berneck's Elemente der Taktik‹. Karl Aue, Stuttgart 1857 (Digitalisat).
- Die Elementartaktik der Infanterie in ihrer Anwendung. Karl Aue, Stuttgart 1860.
- Die Künstler aller Zeiten und Völker: oder Leben und Werke der berühmtesten Baumeister, Bildhauer, Maler, Kupferstecher, Formschneider, Lithographen etc. von den frühesten Kunstepochen bis zur Gegenwart. Nach den besten Quellen bearbeitet. Ebner & Seubert, Stuttgart
  - Band 3: M–Z, begonnen von Friedrich Müller, fortgesetzt von Karl Klunzinger und Adolf Seubert. 1864 (Digitalisat).
  - Band 4 Nachträge seit 1857, bearbeitet von Adolf Seubert. 1870 (Digitalisat).
    - Allgemeines Künstlerlexicon, oder Leben und Werke der berühmtesten bildenden Künstler. 2. Auflage, umgearbeitet und ergänzt von Adolf Seubert, 3 Bände, Ebner & Seubert, Stuttgart 1878–1879, erneut Rütten & Loening, Frankfurt a. M. 1882.
- [v. S.]: Prinzipien der Kriegskunst. Vollständiges Handbuch der Kriegführung der Gegenwart in ihrem ganzen Umfange in den Lehren der größten Meister wie v. Clausewitz ... dargestellt und parallelisiert. Schäfer, Leipzig Band 1, 1871; Band 2, 1874; Band 3, 1876
- Die Württemberger im Schwarzwald im August 1870. In: Militär-Wochenblatt. 64, 1879, Nr. 64, Sp. 1113–1120; Nr. 65, Sp. 1129–1136; Nr. 66, Sp. 1147–1155; Nr. 67, Sp. 1159–1168 (Digitalisat).
- Die Taktik der Gegenwart in Beispielen aus den Feldzügen der letzten sechzehn Jahre und angelehnt an die Taktik von Meckel (Perizonius, 6. Aufl.) . Mittler, Berlin 1875.
- [-rt]: Niederlande. In: Bernhard von Poten (Hrsg.): Handwörterbuch der gesamten Militärwissenschaften. Band 7. Leipzig 1879, S. 136–151 (Digitalisat).
- Eduard Lang, Adolf Seubert: Die erste badische leichte Batterie von Bodman im Feldzug 1870/1871 nebst Berichtigungen und Ergänzungen. Reiff, Karlsruhe 1912.

### Übersetzungen
- 1846 Carl Jonas Love Almqvist: Der Königin Juwelenschmuck. Roman in zwölf Büchern. (Drottningens juvelsmycke, 1834). Franckh, Stuttgart.
- 1846 William Whewell: Spuren der Gottheit in der Entwickelungs- und Bildungsgeschichte der Schöpfung. (nach ‚Indications of the Creator‘ und ‚Vestiges of the natural History of Creation‘). Adolph Becher's Verlag, Stuttgart.
- 1860 Alphonse de Lamartine: Graziella. Erzählung. 1852, Reclam, Leipzig.
- 1864 Carl Beck: Die Kriegführung der Dänen in Jütland dargestellt an General Rye's Rückzug im Jahre 1849. Eduard Zernin, Darmstadt und Leipzig
- 1870 Ugo Foscolo: Die letzten Briefe des Jacopo Ortis. (Ultime lettere di Jacopo Ortis, 1802), Reclam, Leipzig.
- 1872 Silvio Pellico: Francesca von Rimini. Tragödie in fünf Aufzügen. (Francesca da Rimini, 1815), Reclam, Leipzig.
- 1873 Alexander Puschkin: Der Gefangene im Kaukasus. Digitalisat, Reclam, Leipzig.
- 1873 Alexander Puschkin: Onegin. Roman in Versen. (Reclams Universal-Bibliothek 427–428), Reclam, Leipzig.
- 1874 Juan Eugenio Hartzenbusch: Die Liebenden von Teruel. Drama in fünf Aufzügen. (Los amantes de Teruel, 1836), Reclam, Leipzig.
- 1874 Lord George Gordon Byrons sämtliche Werke, Bd. 1–3. (Biographische Einleitung: Rudolf von Gottschall), Leipzig, Reclam.
  - 1922 Lord Byron: Der Gefangene von Chillon. (The Prisoner of Chillon, 1816), Mazeppa. (1819), Reclam (Reclams Universal-Bibliothek 557), Leipzig.
- 1874 Antonio Gil de Zárate: Guzman der Treue. Drama in vier Aufzügen. (Guzmán el Bueno, 1842), Reclam, Leipzig.
- 1875 Charles Nodiers Jugenderinnerungen. (Reclams Universal-Bibliothek 675/676). Reclam, Leipzig.
- 1876 Chinesische Gedichte nach der englischen Fassung von George Carter Stent (1833–1884). Reclam, Leipzig.
- 1876 Lope de Vega: Die Sklavin ihres Geliebten. Lustspiel. (La esclava de su galán), Reclam, Leipzig.
- 1876 Voltaire: Die Geschichte Karls XII, Königs von Schweden. online im Projekt Gutenberg-DE (Histoire de Charles XII, nach der 1829er Ausgabe von Beuchot), Reclam, Leipzig.
- 1877 Vittorio Alfieri: Philipp II. Tragödie in fünf Aufzügen. Reclam, Leipzig.
- 1879 Francis Beaumont, John Fletcher: Philaster oder die Liebe blutet. Drama in fünf Aufzügen. (Philaster, or Love Lies a-Bleeding, tragicomedy, 1609). Reclam, Leipzig
- 1880 George Sand: Indiana (Roman 1832), Reclam, Leipzig.
- 1881 Laurence Sterne: Leben und Ansichten von Tristram Shandy, Gentleman. (Life and opinions of Tristram Shandy, gentleman 1759–1767), Reclam (Reclams Universal-Bibliothek 1441–1445), Leipzig.